# Peter Heather
Peter John Heather (Irlanda del Nord, 8 giugno 1960) è uno storico britannico, che si occupa della Tarda antichità e dell'Alto medioevo, considerato un'autorità sui temi degli Imperi Romani d'Occidente e d'Oriente e i Goti, nei quali si è specializzato.

## Biografia
Nato nell'Irlanda del Nord, ha studiato storia presso il New College dell'università di Oxford e ha ricoperto incarichi presso l'University College London e presso l'università di Yale. Ha insegnato storia medievale presso il Worcester College di Oxford fino al dicembre 2007 e dal gennaio 2008 è entrato nel dipartimento di storia, come professore di storia medievale. presso il King's College London.

## Opere
- The Goths and the Balkans, A.D. 350-500, Università di Oxford. [tesi di dottorato, 1987]
- (con John Matthews), The Goths in the Fourth Century, Liverpool University Press, Liverpool 1991.
- Goths and Romans 332-489, Clarendon Press, Oxford, 1991.
- The Huns and the End of the Roman Empire in Western Europe, in English Historical Review, 110, 1995, pp. 4-41.
- I Goti. Dal Baltico al Mediterraneo. La storia dei barbari che sconfissero Roma (The Goths, 1996), traduzione di E. Rovida, Collana Dimensione Europa, ECIG, 2005, ISBN 978-88-754-4037-4.
- (curatela) The Visigoths from the Migration Period to the Seventh Century: an Ethnographic Perspective, Boydell, Woodbridge: 1999.
- The Late Roman Art of Client Management: Imperial Defence in the Fourth Century West, in Walter Pohl, Ian Wood, Helmut Reimitz (a cura di), The Transformation of Frontiers: From Late Antiquity to the Carolingians, Brill Publishers, Leiden-Boston 2001, pp. 15-68.
- State, Lordship and Community in the West (c. AD 400-600), in Averil Cameron, Bryan Ward-Perkins, Michael Whitby (a cura di), The Cambridge Ancient History, XIV,Late Antiquity: Empire and Successors, A.D. 425-600, Cambridge University Presse, Cambridge 2000, pp. 437-468
- La caduta dell'Impero romano. Una nuova storia (The Fall of the Roman Empire: a New History of Rome and the Barbarians, 2005), traduzione di S. Cherchi, Collezione Storica, Milano, Garzanti, 2006, ISBN 88-11-69402-7.
- L'impero e i barbari. Le grandi migrazioni e la nascita dell'Europa (Empires and Barbarians: Migration, Development and the Birth of Europe, 2009), traduzione di Serena Lauzi, Collezione Storica, Milano, Garzanti, 2010, ISBN 978-88-117-4089-6.
- The Restoration of Rome: Barbarian Popes and Imperial Pretenders, Oxford University Press, London-New York, 2014.
- Roma risorta. L'Impero dopo la caduta (Rome Resurgent: War and Empire in the Age of Justinian, 2018), traduzione di A. Cerutti, Collana Saggi, Milano, Garzanti, 2021, ISBN 978-88-116-0526-3.
- Christendom: The Triumph of a Religion, AD 300-1300, Knopf, 2023.
- P. Heather-John Rapley, La caduta degli imperi. Roma e il futuro dell'Occidente (Why Empires Fall: Rome, America, and the Future of the West, 2023), traduzione di Tullio Cannillo, Collana Orizzonti, Milano, Mondadori, 2024, ISBN 978-88-047-8639-9.